# Frederik Ludvig af Slesvig-Holsten-Sønderborg-Beck
Hertug Frederik Ludvig af Slesvig-Holsten-Sønderborg-Beck (6. april 1653 – 7. marts 1728) var den fjerde titulære hertug af Slesvig-Holsten-Sønderborg-Beck fra 1719 til 1728.
Frederik Ludvig var en yngre søn af hertug August Philip af Slesvig-Holsten-Sønderborg-Beck. Han gik i krigstjeneste hos Kurfyrst Frederik Vilhelm af Brandenburg (Den Store Kurfyrste), hvor han som velrenommeret general og generalfeltmarskal var med til at konsolidere det nye preussiske kongerige. Fra 1701 var han statholder i Preusssen og guvernør i Königsberg. 
I 1719 arvede han hertugtitlen fra sin barnløse nevø, Frederik Vilhelm 1. Han blev efterfulgt som hertug af sin ældste søn, Frederik Vilhelm.

## Biografi
Frederik Ludvig blev født den 6. april 1653 på Haus Beck nær Minden i Westfalen som det tredje barn og anden søn af August Philip af Slesvig-Holsten-Sønderborg-Beck i hans tredje ægteskab med Marie Sibylle af Nassau-Saarbrücken. Han tilhørte en gren af den sønderborgske hertugslægt, der under faderen havde anskaffet riddergodset Haus Beck og derefter anlagt titel af hertuger af Slesvig-Holsten-Sønderborg-Beck.
Som yngre søn gik han 16 år gammel i krigstjeneste hos Kurfyrst Frederik Vilhelm af Brandenburg (Den Store Kurfyrste) og gjorde karriere i Brandenburg-Preussens hær. I 1671 blev han kornet i kavaleriregimentet von Eller. I 1675 deltog han under Skånske Krig i Slaget ved Fehrbellin som ritmester. Den 22. august 1676 blev han oberst ved de Holstenske dragoner, og året efter blev han alvorligt såret under belejringen af Stettin. Den 14. oktober 1686 blev han forfremmet til generalmajor, og i 1690 blev han udnævnt til generalløjtnant og guvernør i Wesel. I 1692 blev han general i infanteriet, og i 1693 blev han udnævnt til kommanderende general i Hertugdømmet Preussen og tog ophold i Königsberg. Hans fjerne slægtning Christian 5. af Danmark tildelte ham Elefantordenen i 1694 og tilbød ham at gå i dansk tjeneste og blive statholder i Norge, hvad han dog afslog. I 1697 blev han general i kavaleriet og deltog med preussiske lejetropper i den Spanske Arvefølgekrig. I 1698 blev han udnævnt til guvernør i Minden. 
Den 18. januar 1701 deltog Frederik Ludvig i den ceremoni i Königsberg, hvor den brandenburgske kurfyrste Frederik 3. blev kronet til konge i Preussen. Dagen inden var han blevet tildelt Den Sorte Ørns Orden af den nye konge, og kort efter blev han udnævnt til statholder i Preussen og guvernør i Königsberg.
Han deltog med sit regiment i Den spanske arvefølgekrig i Nederlandene, hvor han kæmpede i 1708 i Slaget ved Oudenarde og i 1709 i Slaget ved Malplaquet. Han deltog også i belejringen af Lille (1708), Mons (1709) og Tournai. Den 26. marts 1713 blev han udnævnt til generalfeltmarskal. Hertugen sikrede også Østpreussens neutralitet under hovedparten af Store Nordiske Krig. I 1721 overlod han sit regiment til sin ældste søn og efterfølger, Frederik Vilhelm.
I 1719 arvede han titlen som hertug af Slesvig-Holsten-Sønderborg-Beck fra sin barnløse nevø, Frederik Vilhelm 1., da denne blev dræbt i Slaget ved Villafranca på Sicilien. Frederik Ludvig blev dog kun titulær hertug, da Frederik Vilhelm allerede før sin død havde solgt Haus Beck til sin fætter, Frederik Ludvigs søn Frederik Vilhelm.
Hertug Frederik Ludvig døde 74 år gammel den 7. marts 1728 i Königsberg. Han blev begravet i Königsberg Domkirke. Hertuginde Louise Charlotte overlevede sin mand med 12 år og døde den 2. maj 1740 i Königsberg.

## Ægteskab og børn
Frederik Ludvig giftede sig den 1. januar 1685 i Augustenborg med Louise Charlotte af Slesvig-Holsten-Sønderborg-Augustenborg, datter af hertug Ernst Günther af Slesvig-Holsten-Sønderborg-Augustenborg.
Frederik Ludvig og Louise Charlotte blev forældre til tretten børn. Tre af sønnerne, Frederik Vilhelm, Karl Ludvig og Peter August blev titulære hertuger af Sønderborg-Beck.

### Børn
- Dorothea (24. november 1685–25. december 1761)

∞ Markgrev Georg Friedrich Karl af Brandenburg-Bayreuth
- Frederik Vilhelm 2. (18. juni 1687–11. november 1749), preussisk generalfeltmarskal, guvernør i Berlin

∞ Fyrstinde Czartoriska, født Eleonora von Loß, datter af den polske storskattemester Wladislaus von Loß
∞ 1721 Ursula Anna af Dohna-Schlodien-Carwinden, datter af grev Christoph 1. af Dohna-Schlodien
- Frederik Ludvig (25. august 1688–5. november 1688)
- Sophie Charlotte (15. august 1689–8. oktober 1693)
- Karl Ludvig (18. september 1690–22. september 1774), brandenburgsk generalløjtnant, guvernør i Reval

∞ Anna Karolina Orzelska
- Amelie Auguste (22. september 1691–11. august 1693)
- Philip Vilhelm (10. juni 1693–november 1729)
- Louise Albertine (27. august 1694–10. januar 1773)

∞ Albert Siegmund von Seeguth-Stanisławski (10. august 1688–16. september 1768)
- Peter August (7. december 1697–22. maj 1775), russisk generalguvernør
- Sophie Henriette (18. december 1698–9. januar 1768)

∞ Albrecht Christian Burggraf von Dohna-Schlobitten-Leistenau (3. september 1698–3. maj 1752)
- Charlotte (15. marts 1700–19. juli 1785), Abedisse i Quedlinburg

## Eksterne links
- Wikimedia Commons har flere filer relateret til Frederik Ludvig af Slesvig-Holsten-Sønderborg-Beck
- Hans den Yngres efterkommere Arkiveret 24. oktober 2020 hos  Wayback Machine